# Noturus taylori
Noturus taylori és una espècie de peix de la família dels ictalúrids i de l'ordre dels siluriformes.

## Morfologia
Els mascles poden assolir els 7,7 cm de llargària total.

## Distribució geogràfica
Es troba a Nord-amèrica: sud-oest d'Arkansas (Estats Units).